# Margaret Harwood
Margaret Harwood (Littleton, 19 marzo 1885 – Boston, 6 febbraio 1979) è stata un'astronoma statunitense specializzata in fotometria e la prima direttrice del Maria Mitchell Observatory che si trova a Nantucket, nel Massachusetts.

## Biografia

### Infanzia e istruzione
Margaret Harwood è nata nel 1885 a Littleton, nel Massachusetts, una dei nove figli di Herbert Joseph Harwood e Emelie Augusta Green.  Frequentò il Radcliffe College, dove era membra della Phi Beta Kappa,  e si laureò nel 1907. Nel 1916 ha ricevuto la sua laurea magistrale dall'Università della California.

### Carriera
Dopo essersi laureata ha lavorato presso l'Osservatorio di Harvard. Ha anche insegnato in diverse scuole private a Boston, Cambridge e Dedham. Nel 1912 ha vinto una borsa di studio presso il Maria Mitchell Observatory di Nantucket, un piccolo osservatorio costruito in onore della prima astronoma americana. Nel 1916 è stata nominata Direttrice dell'Osservatorio e si è infine ritirata nel 1957.
Il suo campo era in particolare la fotometria, si è infatti occupata della misura della variazione della luce di stelle ed asteroidi, in particolare quella del pianetino 433 Eros.
Come membra dell'American Astronomical Society e della Royal Astronomical Society, la Harwood ha tenuto una corrispondenza con molti astronomi e viaggiato molto in Europa e negli Stati Uniti.
Margaret Harwood era una devota unitaria e ha lavorato come volontaria per l'ospedale Nantucket Cottage, per la Nantucket School Committee e per la Croce Rossa di Nantucket. Durante la Seconda guerra mondiale ha anche insegnato presso il MIT.

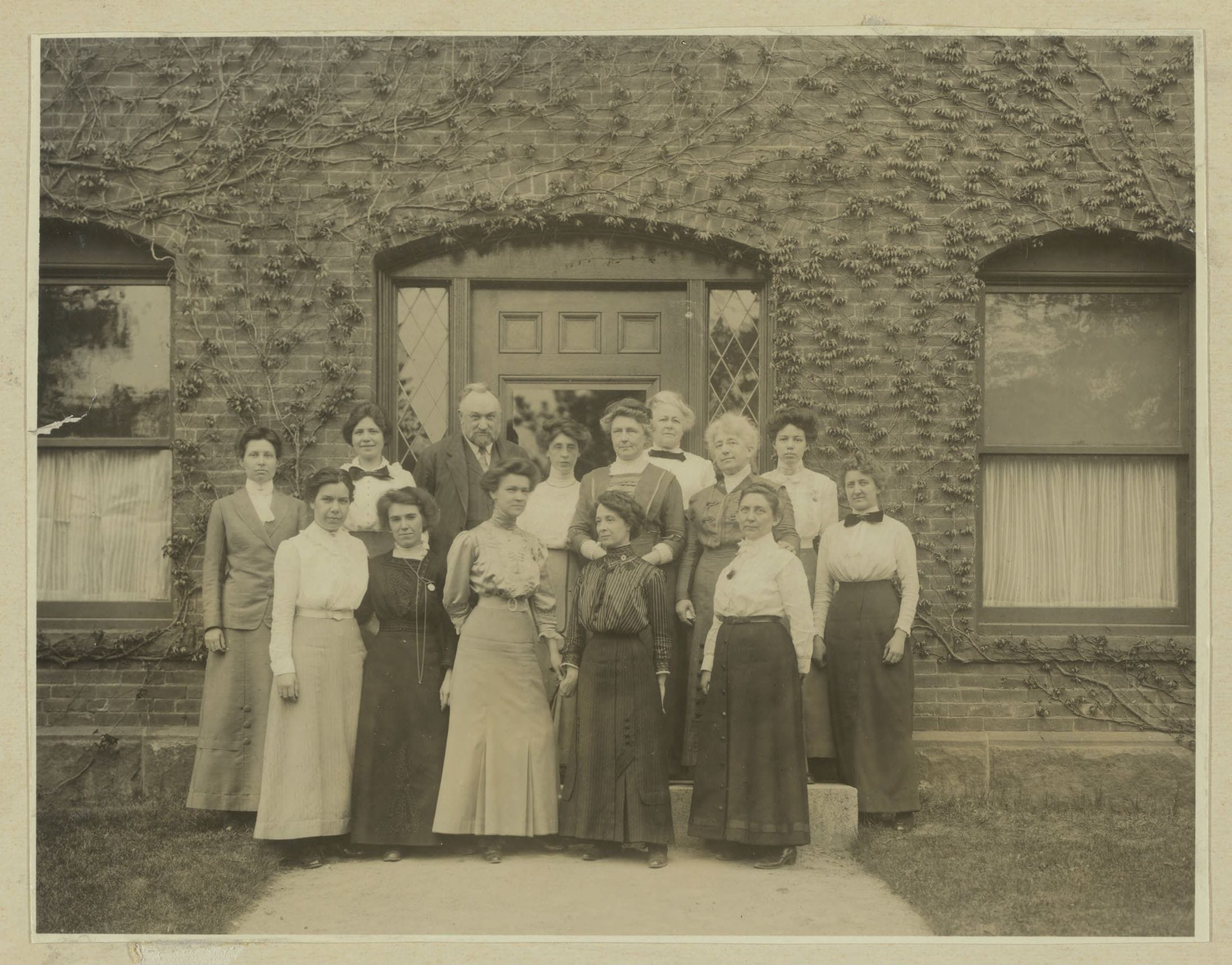
Fotografia delle donne computer di Harvard - Margaret Harwood è a sinistra in ultima fila.

#### Scoperte
La sua scoperta dell'asteroide 886 Washingtonia venne respinta per quattro giorni prima del suo riconoscimento formale. All'epoca, i mentori di Harvard trovavano inappropriato per le donne ricevere un riconoscimento pubblico per queste scoperte.
Fu anche la prima donna ad avere accesso all'Osservatorio di Monte Wilson, che era all'epoca il più grande osservatorio del mondo.

### Morte
Margaret è sepolta nel cimitero Westlawn a Littleton.

## Onorificenze
La Harwood è stata la prima donna a ricevere un Ph.D. onorario dall'Università di Oxford.
Nel settembre del 1960 Cornelis Johannes van Houten, Ingrid van Houten-Groeneveld e Tom Gehrels scoprirono l'asteroide 2642 P-L, che è stato in seguito chiamato 7040 Harwood in onore di Margaret Harwood. L'asteroide si trova nella fascia principale degli asteroidi tra Marte e Giove.
Nel 1962 ricevette il premio Annie Jump Cannon per l'astronomia.